# République serbo-hongroise de Baranya-Baja
Pour les articles homonymes, voir Baranya (homonymie).
1921–1921
Entités précédentes :
- Baranya
- Bács-Bodrog
- Banat, Bačka et Baranja de facto

Entités suivantes :
- Baranya
- Bács-Bodrog

La république serbo-hongroise de Baranya-Baja (hongrois : Baranya-bajai Szerb-Magyar Köztársaság ; serbe : Српско-мађарска република Барања-Баја / Srpsko-mađarska republika Baranja-Baja) est le nom du gouvernement fantoche établi entre le royaume de Hongrie et le futur royaume des Serbes, Croates et Slovènes entre le 14 et le 20 août 1921. Sa création s'effectue dans un contexte de repli vers le sud de la Hongrie des partisans du régime communiste de Béla Kun qui trouvent refuge auprès du bourgmestre de Pécs, Béla Linder, et de l'occupation de la région par l'armée serbe. L'éphémère République est alors présidée par Petar Dobrović et rassemble les comitats de Bács-Bodrog et de Baranya entre Pécs et Baja.